# Lille Hanne
Lille Hanne er en dansk stum dramafilm produceret af Nordisk Films Kompagni og instrueret af Viggo Larsen efter manuskript af Arnold Richard Nielsen.
Filmens manuskript er baseret på Gerhart Hauptmanns skuespil Hanneles Himmelfahrt (1893).

## Handling
Filmen handler om Lile Hanne, et fattig barn, der mishandles af sin stedfader, og som på sit dødsleje oplever en vision om guddommelige kræfter, der byder hende velkommen til efterlivet. 

## Medvirkende
- Petrine Sonne
- Carl Alstrup
- Lilly Jansen